# Kvinnornas uppbåd
Kvinnornas uppbåd var en svensk frivillig försvarsorganisation för kvinnor, verksam i Sverige under första världskriget. Det verkade för att mobilisera kvinnor i krigsansträngningen och hjälpa nödlidande. 
Organisationen bildades på initiativ av Svenska Kvinnors Nationalförbund under Eva Upmark 1914 tillsammans med Landsföreningen för kvinnans politiska rösträtt och Fredrika-Bremer-Förbundet, ett par veckor efter första världskrigets utbrott. 
Ordförande för organisationen var Agda Montelius. Kvinnornas uppbåd ville uppmana Sveriges kvinnor att slå sig samman för att hjälpa till med krigsberedskapen i Sverige under första världskriget. 
Under krigsåren ägnade sig organisationen åt att rekrytera kvinnor till att ersätta mobiliserade män på arbetsmarknaden, nödhjälp till fattiga familjer och att sy kläder till Landstormen.
Kvinnornas uppbåd var en löst sammanhållen paraplyorganisation med verksamhet på 46 orter i landet och en centralkommitté i Stockholm. Organisationens ledning hade starka kopplingar till den svenska Kvinnorörelsen. Kvinnornas uppbåd upplöstes 1921.